# Clastobryella glomeratopropagulifera
Clastobryella glomeratopropagulifera là một loài rêu trong họ Sematophyllaceae. Loài này được (Toyama) Sakurai mô tả khoa học đầu tiên năm 1954.